# Vladimir Antioufeïev
Vladimir Iourievitch Antioufeïev (en russe : Владимир Юрьевич Антюфéев), né le 19 février 1951, connu aussi sous le nom de Vladimir (ou Vadim) Chevtsov est un homme politique de Donetsk, de nationalités russe et transnistrienne. Il est ministre de la Sécurité intérieure de la république populaire de Donetsk depuis 2014.

## Biographie

### Famille
Il est l'époux de Galina Antïoufeïeva, députée au parlement de Transnistrie et cheffe du comité législatif.

### Vie professionnelle
Il dirige en union soviétique le service d'investigation criminelle de Riga. En août 1990, il est l'un des organisateurs d'une réunion du ministère des affaires intérieures de Lettonie où 80 % de la police lettonne prit la décision de ne pas reconnaître le gouvernement du Front populaire de Lettonie et de suivre à la place la constitution de l'Union soviétique. Le gouvernement letton accuse alors Antioufeïev de « crimes contre l'État » en août 1991. Il se réfugie alors en Russie « avec deux cents roubles dans [la] poche »,
En Russie, il a pour assistant Viktor Alksnis, et sur sa recommandation voyage à Tiraspol pour prendre part au mouvement d'indépendance transnistrien en septembre 1991 sous le pseudonyme de Vladimir Chevtsov. Antioufeïev joue alors un rôle clé dans la formation des affaires intérieures et de sécurité du gouvernement transnistrien. De septembre 1992 à décembre 2011, il est le dirigeant du ministère de la Sécurité d'État transnistrien.
Sa véritable identité est révélée par Alexandre Lebed en 1997. En 2004, le procureur de Moldavie poursuit Antioufeïev pour crimes contre le peuple moldave et pour avoir libéré un officier accusé de nombreux meurtres. La même année, il est déclaré persona non grata par l'Union européenne.
En 2012, il est démis par le président Evgueni Chevtchouk.

### Rôle dans laguerre du Donbass
Antioufeïev apparaît dans l’est de l’Ukraine en juillet 2014 et est nommé vice Premier-ministre de la république populaire de Donetsk et succède à Alexandre Khodakovski en tant que ministre de la Sécurité. Il fait partie de la liste des personnalités frappées des sanctions de l'Union européenne.
En septembre il est démis de ses fonctions, accusé d’avoir voulu renverser le gouvernement de la RPD.